# Pimf
Pimf (* 1993 in Hofgeismar; bürgerlich Jonas Kramski) ist ein deutscher Rapper, der zunächst durch seine Teilnahme am Videobattleturnier (VBT) bekannt wurde. Danach stand er bei dem Label Heart Working Class unter Vertrag. Im Jahr 2017 gründete er zusammen mit dem Rapper Kico das Label Lagunenstyles um ihre Musik Independent veröffentlichen zu können. Sein Künstlername leitet sich vom Wort Pimpf ab, da er zu Beginn seiner Laufbahn als Rapper der Jüngste unter seinen Freunden war.

## Leben und Karriere
Pimf stammt aus der Kleinstadt Hofgeismar bei Kassel und nahm bereits in jungem Alter 2006 erste Rapsongs auf. Seit 2010 befasste er sich intensiver mit Rap und nahm erstmals am VBT teil. Etwa zur selben Zeit wie der Rapper Kico schloss er sich der Kasseler Crew KWU-Connection an. Beide nahmen gemeinsame Songs auf und machten sich im Kasseler Untergrund einen Namen. Bei Pimfs zweiter Teilnahme am VBT im Jahr 2012 schlug er u. a. Punch Arogunz und erreichte das Halbfinale. Infolge seiner Teilnahme an der VBT-Splash-Edition 2013 trat Pimf im Jahr 2014 erstmals auf dem Splash-Festival auf.
Am 19. Juni 2015 erschien Pimfs erstes Soloalbum Memo, auf dem auch die Musiker Umse, Mortis und Damion Davis vertreten sind, über das Label Heart Working Class. Es konnte sich für eine Woche auf Platz 49 in den deutschen Charts positionieren. Am 3. Februar 2017 erschien die EP Justus Jonas, auf der auch der Rapper Weekend mit einem Gastbeitrag vertreten ist. Am 30. März 2018 veröffentlichte er die EP Windy City, inspiriert von einer Reise nach Chicago. Im November 2023 spielte Pimf im Zuge seines Playlistprojekts final.wav seine erste eigene Tour mit einigen ausverkauften Konzerten in 8 deutschen Städten.  

## Lagunenstyles
Im Jahr 2017 gründete Pimf zusammen mit Kico das Label Lagunenstyles um ihre eigene Musik Independent zu veröffentlichen. Mittlerweile veröffentlichen unter anderem der ehemalige DLTLLY Battle-Rapper Mavgic sowie Pimfs Bühnenpartner Grinch über das Label. Auch der Bonner Jephza sowie die nordhessischen Produzenten Pyno und mx child gehören zu Lagunenstyles, die sich selbst lieber als Crew/Künstlerkollektiv/Freundeskreis bezeichnen.

## Diskografie
Alben
- 2015: Memo

EPs
- 2017: Justus Jonas
- 2018: Windy City

Singles
- 2013: Alt & jung
- 2019: Wo ist die Liebe
- 2020: Regenschirme
- 2020: Leg dein Ohr auf die Schiene der Geschichte (Freundeskreis Remix)
- 2021: Hoodie Black
- 2021: Halitstadt

Kompilationen und Mixtapes
- 2010: Diggin’ in the Web EP
- 2011: KWU Sampler Vol. 1
- 2012: Rohstoffe
- 2012: VBT 2012 Tape (mit Kico)
- 2019: Stadtlandflucht (mit Conny)

Exclusives
- 2013: Hiphopfan (Juice-Exclusive! auf Juice-CD #117)
- 2015: Papierflieger (Juice-Exclusive! auf Juice-CD #128)

## Belege
1. 1 2  Chartquellen: DE
2. 1 2 3  Pimf-Interview auf radiohna.de
3. ↑  Pimf auf heartworkingclass.de (Memento des Originals vom 10. Juli 2015 im Internet Archive)  Info: Der Archivlink wurde automatisch eingesetzt und noch nicht geprüft. Bitte prüfe Original- und Archivlink gemäß Anleitung und entferne dann diesen Hinweis.
4. ↑  Lagunenstyles. Abgerufen am 27. September 2021 (deutsch).
5. ↑  hessenschau de, Frankfurt Germany: Erste Solo-Tour: Warum Pimf über Halit Yozgat, die AfD und seine Selbstzweifel rappt. 18. November 2023, abgerufen am 31. Dezember 2023 (deutsch).

| Personendaten    | Personendaten                    |
| ---------------- | -------------------------------- |
| NAME             | Pimf                             |
| ALTERNATIVNAMEN  | Kramski, Jonas (wirklicher Name) |
| KURZBESCHREIBUNG | deutscher Rapper                 |
| GEBURTSDATUM     | 1993                             |
| GEBURTSORT       | Hofgeismar                       |